# Campeonato Femenino Sub-17 de la Concacaf
El campeonato femenino sub-17 de la Concacaf es el torneo clasifcatorio disputar la Copa Mundial Femenina Sub-17.

## Historia
El torneo se lleva a cabo para promover el fútbol femenino en Concacaf, también con la creación de la Copa Mundial Femenina de Fútbol Sub-17. Después del campeonato mundial juvenil femenino por primera vez en 2002, FIFA agregó la Copa Mundial Sub-17 Femenina a su calendario de acontecimientos en 2008. Concacaf creó el torneo para clasificar a sus representantes al mundial. El primer torneo fue dominado por la selección de Estados Unidos. La segunda edición del torneo terminó con una gran sorpresa cuando la selección de Canadá derrotó a Estados Unidos en una semifinal y dejando a esta fuera del mundial juvenil por primera vez en su historia.

### Clasificatorias Femeninas Sub-17 Concacaf
Para determinar a los equipos participantes en la Copa Mundial Femenina Sub-17 de la FIFA de 2025 se realizó un torneo clasificatorio llamado oficialmente Clasificatorias Femeninas Sub-17 Concacaf 2025.
Por primera vez, desde 2008, los equipos clasificados para la Copa Mundial no se decidieron mediante la realización del Campeonato Femenino Sub-17 de la Concacaf.

## Campeonatos
| Año                                                                        | Sede                         | Campeón                                                                                       | Final Resultado                                                                               | Segundo lugar                                                                                 | Tercer lugar                                                                                  | Resultado                                                                                     | Cuarto Lugar                                                                                  |
| -------------------------------------------------------------------------- | ---------------------------- | --------------------------------------------------------------------------------------------- | --------------------------------------------------------------------------------------------- | --------------------------------------------------------------------------------------------- | --------------------------------------------------------------------------------------------- | --------------------------------------------------------------------------------------------- | --------------------------------------------------------------------------------------------- |
| Campeonato Femenino Sub-17 de la Concacaf                                  |                              |                                                                                               |                                                                                               |                                                                                               |                                                                                               |                                                                                               |                                                                                               |
| 2008 Detalle                                                               | Trinidad y Tobago            | Estados Unidos                                                                                | 4:1                                                                                           | Costa Rica                                                                                    | Canadá                                                                                        | 1:0                                                                                           | México                                                                                        |
| 2010 Detalle                                                               | Costa Rica                   | Canadá                                                                                        | 1:0                                                                                           | México                                                                                        | Estados Unidos                                                                                | 6:0                                                                                           | Costa Rica                                                                                    |
| 2012 Detalle                                                               | Guatemala                    | Estados Unidos                                                                                | 1:0                                                                                           | Canadá                                                                                        | México                                                                                        | 6:0                                                                                           | Panamá                                                                                        |
| 2013 Detalle                                                               | Jamaica                      | México                                                                                        | 0:0 4:2 penales                                                                               | Canadá                                                                                        | Estados Unidos                                                                                | 8:0                                                                                           | Jamaica                                                                                       |
| 2016 Detalle                                                               | Granada                      | Estados Unidos                                                                                | 2:1                                                                                           | México                                                                                        | Canadá                                                                                        | 4:2                                                                                           | Haití                                                                                         |
| 2018 Detalle                                                               | Estados Unidos y Nicaragua   | Estados Unidos                                                                                | 3:2                                                                                           | México                                                                                        | Canadá                                                                                        | 2:1                                                                                           | Haití                                                                                         |
| 2020 Detalle                                                               | México                       | Cancelado por la Pandemia de COVID-19                                                         | Cancelado por la Pandemia de COVID-19                                                         | Cancelado por la Pandemia de COVID-19                                                         | Cancelado por la Pandemia de COVID-19                                                         | Cancelado por la Pandemia de COVID-19                                                         | Cancelado por la Pandemia de COVID-19                                                         |
| 2022 Detalle                                                               | República Dominicana         | Estados Unidos                                                                                | 2:1                                                                                           | México                                                                                        | Canadá                                                                                        | 3:0                                                                                           | Puerto Rico                                                                                   |
| 2024 Detalle                                                               | México                       | Estados Unidos                                                                                | 4:0                                                                                           | México                                                                                        | Canadá                                                                                        | 4:1                                                                                           | Haití                                                                                         |
| Clasificatorias de Concacaf para la Copa Mundial Femenina de Fútbol Sub-17 |                              |                                                                                               |                                                                                               |                                                                                               |                                                                                               |                                                                                               |                                                                                               |
| 2025 Detalle                                                               | Múltiple                     | \| Ganadores de grupo: \| México Estados Unidos Canadá \| \| Mejor 2° lugar: \| Costa Rica \| | \| Ganadores de grupo: \| México Estados Unidos Canadá \| \| Mejor 2° lugar: \| Costa Rica \| | \| Ganadores de grupo: \| México Estados Unidos Canadá \| \| Mejor 2° lugar: \| Costa Rica \| | \| Ganadores de grupo: \| México Estados Unidos Canadá \| \| Mejor 2° lugar: \| Costa Rica \| | \| Ganadores de grupo: \| México Estados Unidos Canadá \| \| Mejor 2° lugar: \| Costa Rica \| | \| Ganadores de grupo: \| México Estados Unidos Canadá \| \| Mejor 2° lugar: \| Costa Rica \| |
| Ganadores de grupo:                                                        | México Estados Unidos Canadá |                                                                                               |                                                                                               |                                                                                               |                                                                                               |                                                                                               |                                                                                               |
| Mejor 2° lugar:                                                            | Costa Rica                   |                                                                                               |                                                                                               |                                                                                               |                                                                                               |                                                                                               |                                                                                               |

## Palmarés
| Equipo         | Campeón                                | Subcampeón                       | Tercer lugar                     |
| -------------- | -------------------------------------- | -------------------------------- | -------------------------------- |
| Estados Unidos | 6 (2008, 2012, 2016, 2018, 2022, 2024) |                                  | 2 (2010, 2013)                   |
| México         | 1 (2013)                               | 5 (2010, 2016, 2018, 2022, 2024) | 1 (2012)                         |
| Canadá         | 1 (2010)                               | 2 (2012, 2013)                   | 5 (2008, 2016, 2018, 2022, 2024) |
| Costa Rica     |                                        | 1 (2008)                         |                                  |

## Tabla estadística
|      | Equipo            | PT | Resultados | Resultados | Resultados | Resultados | Resultados | Resultados | Resultados | Resultados |  |
| Pts. | Equipo            | PT | PJ         | PG         | PE         | PP         | GF         | GC         | Dif.       |            |  |
| ---- | ----------------- | -- | ---------- | ---------- | ---------- | ---------- | ---------- | ---------- | ---------- | ---------- |  |
| 1.°  | Estados Unidos    | 6  | 86         | 30         | 28         | 2          | 0          | 158        | 10         | +148       |  |
| 2.°  | Canadá            | 6  | 62         | 30         | 20         | 2          | 8          | 84         | 26         | +58        |  |
| 3.°  | México            | 6  | 53         | 30         | 16         | 5          | 9          | 77         | 25         | +52        |  |
| 4.°  | Costa Rica        | 4  | 19         | 16         | 6          | 1          | 9          | 33         | 43         | -10        |  |
| 5.°  | Haití             | 4  | 17         | 16         | 5          | 2          | 9          | 31         | 34         | -3         |  |
| 6.°  | Jamaica           | 5  | 14         | 17         | 4          | 2          | 11         | 20         | 53         | -33        |  |
| 7.°  | Guatemala         | 3  | 6          | 9          | 2          | 0          | 7          | 18         | 37         | -19        |  |
| 8.°  | Trinidad y Tobago | 3  | 5          | 9          | 1          | 2          | 6          | 6          | 43         | -37        |  |
| 9.°  | Panamá            | 2  | 4          | 8          | 1          | 1          | 6          | 9          | 31         | -22        |  |
| 10.° | Puerto Rico       | 2  | 3          | 5          | 1          | 0          | 4          | 3          | 19         | -16        |  |
| 11.° | Islas Caimán      | 1  | 3          | 3          | 1          | 0          | 2          | 1          | 20         | -19        |  |
| 12.° | El Salvador       | 2  | 3          | 6          | 1          | 0          | 5          | 3          | 31         | -28        |  |
| 13.° | Bahamas           | 1  | 1          | 3          | 0          | 1          | 2          | 0          | 16         | -16        |  |
| 14.° | Granada           | 1  | 0          | 3          | 0          | 0          | 3          | 0          | 27         | -27        |  |
| 15.° | Nicaragua         | 1  | 0          | 2          | 0          | 0          | 2          | 0          | 10         | -10        |  |
| 16.° | Bermudas          | 1  | 0          | 3          | 0          | 0          | 3          | 2          | 19         | -17        |  |

## Clasificación en cada Mundial Femenino Sub-17 por Selección
| Selección / Mundial          | 2008 | 2010  | 2012 | 2014  | 2016 | 2018 | 2022 | 2024  | Total Participaciones |
| Canadá                       | Si   | Si    | Si   | Si    | Si   | Si   | Si   | No    | 7                     |
| México                       | No   | Si    | Si   | Si    | Si   | Si   | Si   | Si    | 7                     |
| Estados Unidos               | Si   | No    | Si   | No    | Si   | Si   | Si   | Si    | 6                     |
| Costa Rica                   | Si   | No    | No   | Si-AN | No   | No   | No   | No    | 2                     |
| República Dominicana         | No   | No    | No   | No    | No   | No   | No   | Si-AN | 1                     |
| Trinidad y Tobago            | No   | Si-AN | No   | No    | No   | No   | No   | No    | 1                     |
| ---------------------------- | ---- | ----- | ---- | ----- | ---- | ---- | ---- | ----- | --------------------- |
| Clasificados / Cupos Mundial | 3/16 | 3/16  | 3/16 | 3/16  | 3/16 | 3/16 | 3/16 | 3/16  |                       |

| Cupos de Clasificatorias                            | Cupos Especiales                    |
| --------------------------------------------------- | ----------------------------------- |
| Si: Clasificación Exitosa No: Clasificación Fallida | AN: Cupo para Anfitrión del Mundial |

## Cuadro de participaciones
| Selección              | 2008 | 2010 | 2012 | 2013 | 2016 | 2018 | 2022 | 2024 | Part. |
| ---------------------- | ---- | ---- | ---- | ---- | ---- | ---- | ---- | ---- | ----- |
| Bahamas                | --   | --   | FG   | --   | --   | --   | --   | --   | 1     |
| Bermudas               | --   | --   | --   | --   | --   | FG   | FG   | --   | 2     |
| Canadá                 | 3°   | 1°   | 2°   | 2°   | 3°   | 3°   | 3°   | 3°   | 8     |
| Costa Rica             | 2°   | 4°   | --   | --   | FG   | FG   | CF   | FG   | 6     |
| Cuba                   | --   | --   | --   | --   | --   | --   | OF   | --   | 1     |
| Curazao                | --   | --   | --   | --   | --   | --   | OF*  | --   | 1     |
| El Salvador            | FG   | --   | --   | FG   | --   | --   | CF   | FG   | 4     |
| Estados Unidos         | 1°   | 3°   | 1°   | 3°   | 1°   | 1°   | 1°   | 1°   | 8     |
| Granada                | --   | --   | --   | --   | FG   | --   | FG   | --   | 2     |
| Guatemala              | --   | --   | FG   | FG   | FG   | --   | FG   | --   | 4     |
| Guyana                 | --   | --   | --   | --   | --   | --   | OF*  | --   | 1     |
| Haití                  | --   | FG   | --   | FG   | 4°   | 4°   | OF   | 4°   | 6     |
| Honduras               | --   | --   | --   | --   | --   | --   | OF*  | --   | 1     |
| Islas Caimán           | --   | FG   | --   | --   | --   | --   | --   | --   | 1     |
| Jamaica                | FG   | FG   | FG   | 4°   | FG   | --   | CF   | --   | 6     |
| México                 | 4°   | 2°   | 3°   | 1°   | 2°   | 2°   | 2°   | 2°   | 8     |
| Nicaragua              | --   | --   | --   | --   | --   | FG   | OF   | --   | 2     |
| Panamá                 | --   | FG   | 4°   | --   | --   | --   | OF   | FG   | 4     |
| Puerto Rico            | FG   | --   | --   | --   | --   | FG   | 4°   | FG   | 4     |
| República Dominicana   | --   | --   | --   | --   | --   | --   | CF   | --   | 1     |
| San Cristóbal y Nieves | --   | --   | --   | --   | --   | --   | OF*  | --   | 1     |
| Trinidad y Tobago      | FG   | --   | FG   | FG   | --   | --   | FG   | --   | 4     |

| 1º  | Campeón                                  |
| 2º  | Subcampeón                               |
| 3º  | Tercer lugar                             |
| 4º  | Cuarto lugar                             |
| CF  | Cuartos de final                         |
| OF  | Octavos de final                         |
| FG  | Fase de grupos                           |
| --  | Sin participación                        |
| OF* | Octavos de final (desde fase preliminar) |

## Premios

### Goleadoras (Bota de Oro)
| Edición                       | Goleadora                                          | Goles |
| ----------------------------- | -------------------------------------------------- | ----- |
| Trinidad & Tobago 2008        | Katherine Alvarado Tiffany Cameron Courtney Verloo | 6     |
| Costa Rica 2010               | Lindsey Horan                                      | 8     |
| Guatemala 2012                | Summer Green                                       | 12    |
| Jamaica 2013                  | Marie-Mychèle Métivier                             | 6     |
| Granada 2016                  | Nérilia Mondésir                                   | 7     |
| Estados Unidos/Nicaragua 2018 | Melchie Dumornay Sunshine Fontes Alison González   | 5     |
| República Dominicana 2022     | Rosa Maalouf                                       | 12    |
| México 2024                   | Lourdjina Étienne Kennedy Fuller                   | 7     |

### Mejor jugadora (Balón de Oro)
| Edición                       | Jugadora          |
| ----------------------------- | ----------------- |
| Jamaica 2013                  | Jessie Fleming    |
| Granada 2016                  | Ashley Sanchez    |
| Estados Unidos/Nicaragua 2018 | Melchie Dumornay  |
| República Dominicana 2022     | Riley Jackson     |
| México 2024                   | Lourdjina Étienne |

### Guante de Oro
| Edición                       | Jugadora          |
| ----------------------------- | ----------------- |
| Jamaica 2013                  | Rylee Foster      |
| Granada 2016                  | Laurel Ivory      |
| Estados Unidos/Nicaragua 2018 | Angelina Anderson |
| República Dominicana 2022     | Victoria Safradin |
| México 2024                   | Camila Vázquez    |

### Premio al juego limpio
| Edición                       | Equipo         |
| ----------------------------- | -------------- |
| Granada 2016                  | México         |
| Estados Unidos/Nicaragua 2018 | Estados Unidos |
| República Dominicana 2022     | México         |
| México 2024                   | Estados Unidos |